# Pyometra

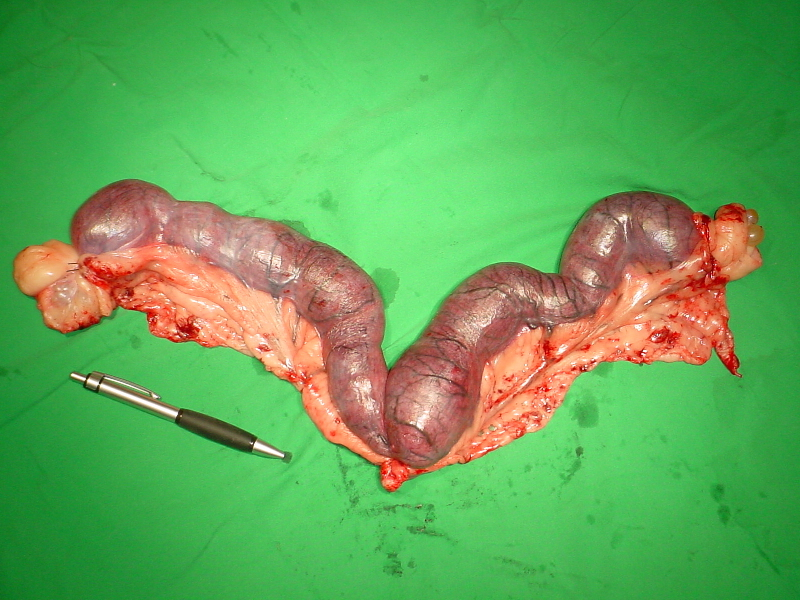
Chirurgisch entfernte Pyometra

Als Pyometra (von altgriechisch πύον pyon, deutsch ‚Eiter‘ und metra ‚Gebärmutter‘) wird die eitrige Entzündung der Gebärmutter bezeichnet. Als Synonyme werden für diesen Begriff daher auch eitrige Gebärmutterentzündung und purulente Endometritis verwendet. Sie kommt vor allem beim Hund vor.

## Häufigkeit und Ursachen

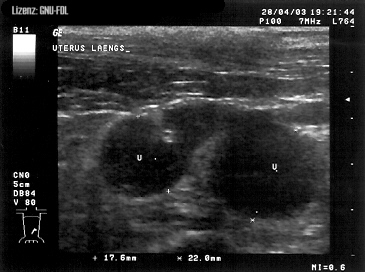
Pyometra beim Hund. Mit U gekennzeichnet sind zwei Uterusschlingen, welche vom Schallkegel quer angeschnitten wurden.

Die Pyometra ist die häufigste Erkrankung der Geschlechtsorgane der Hündin. Etwa ein Viertel der unkastrierten Hündinnen entwickelt bis zum 10. Lebensjahr eine Gebärmuttervereiterung.
Die Ursache für die Erkrankung ist im Ablauf der Läufigkeit des Hundes zu sehen. Am Ende des Östrus ist die Gebärmutterschleimhaut (Endometrium) aufgrund des Einflusses von Östrogen in seiner Abwehrfähigkeit gegen Krankheitserreger herabgesetzt. Gleichzeitig sind jedoch der Muttermund und Gebärmutterhals (Cervix uteri) für Keime noch passierbar. Es entwickelt sich eine lokale Infektion. Mit dem Ende der Brunst schließt sich die Cervix wieder und die Abwehrkraft der Gebärmutterschleimhaut nimmt zu und es kommt zu einer Bildung einer eitrigen Flüssigkeit. Die gebildeten Sekrete können die verschlossene Gebärmutter nicht verlassen und sammeln sich in ihr an. Typischerweise entwickelt sich die Symptomatik der Erkrankung drei bis acht Wochen nach Ende der letzten Läufigkeit. Diese Form wird als geschlossene Pyometra bezeichnet.
Ebenfalls ein häufiger Auslöser von Gebärmutterentzündungen ist die Behandlung von Hunden mit gestagenhaltigen Kontrazeptiva („Pille“) zur Verhinderung des Eintritts in die Läufigkeit. Wenn die Applikation des Medikamentes nicht in der Phase der hormonellen Inaktivität der Hündin (Anöstrus) erfolgt, besteht gleichfalls die Gefahr aufsteigender Infektionen. Die Gabe von Östrogenen zur Verhinderung der Einnistung (Nidation) der Eizelle bei Hündinnen in der Zwischenbrunst ist besonders kritisch. Sie führt bei 25 % der behandelten Tiere zu einer Pyometra.
Die Ausbildung einer Pyometra ist ebenfalls eine wahrscheinliche Komplikation, wenn der Hündin im Zuge einer Kastration die Eierstöcke nicht vollständig entfernt wurden, sondern hormonell aktives Restgewebe im Körper verbleibt (Ovarian-Remnant-Syndrom). Die damit verbundene hormonelle Störung verursacht fast zwangsläufig eine so genannte Stumpfpyometra, also eine eitrige Entzündung des Gebärmutterrests, der bei einer Ovariohysterektomie (Entfernung der Eierstöcke und eines Großteils der Gebärmutter) übrig bleibt. Eine Stumpfpyometra kann auch durch Fremdkörper ausgelöst werden.
Im Zusammenhang mit vom normalen Sexualzyklus abweichend häufig wiederkehrenden Läufigkeiten und verstärkten oder übermäßig abgeschwächten Scheinträchtigkeitssymptomen besteht ein erhöhtes Risiko der Ausbildung einer Pyometra, da diese Symptome hinweisend für eine hormonelle Störung sein können.
Einige Hunderassen scheinen ein höheres Risiko zu haben, an einer Pyometra zu erkranken. Dazu gehören Airedale Terrier, Bernhardiner, Berner Sennenhund, Cavalier King Charles Spaniel, Collie, Golden Retriever, Irish Terrier, Miniaturschnauzer und Rottweiler.

## Symptome

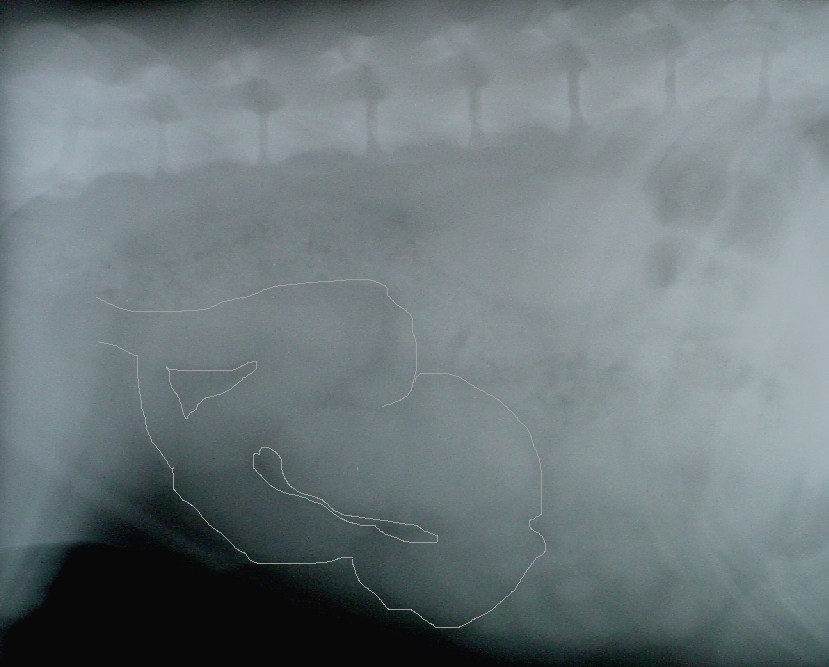
Röntgenaufnahme einer Pyometra beim Hund. Die Gebärmutter befindet sich als schlauchartige Struktur unten in den beiden linken Bilddritteln (zur Verdeutlichung mit Linien markiert).

Die Erkrankung entwickelt sich meist zwei Wochen bis vier Monate nach der Läufigkeit oder nach einer Hormonbehandlung. Als typisches Symptom ist das Auftreten von starkem Durstgefühl und vermehrten Harnabsatz (Polydipsie und Polyurie) im entsprechenden Zeitraum zu werten. Außerdem zeigen betroffene Tiere häufig Apathie und Fressunlust. Daneben bestehen teilweise Schmerzhaftigkeiten im Bereich des Abdomens, häufig leiden die Tiere zusätzlich an Durchfall und haben eine auffällig vergrößerte Vulva.
Im weiteren Verlauf ist oftmals blutig-eitriger, teils übelriechender Vaginalausfluss feststellbar – es hat sich eine offene Pyometra ausgebildet. Tiere mit dieser Form der Erkrankung säubern sich für den Beobachter auffällig häufig den Genitalbereich durch Belecken. 

## Diagnose
Eine Verdachtsdiagnose kann schon anhand der klinischen Symptomatik erfolgen. In der Vaginoskopie zeigt sich eitriges Sekret in der Scheide. In der Vaginalzytologie lassen sich neutrophile Granulozyten und Detritus nachweisen. Die endgültige Abklärung erfolgt mittels Ultraschall- oder Röntgenuntersuchung. Bei der Blutuntersuchung zeigen sich häufig eine Leukozytose mit Linksverschiebung und erhöhte Harnstoffwerte, aber auch eine Neutropenie kann auftreten. In einem Großteil der Fälle sind im abfließenden Sekret Bakterien, hier vor allem E. coli, Staphylococcus intermedius und Streptokokken nachweisbar. Ist eine medikamentelle Behandlung geplant, ist die Bestimmung der Progesteronkonzentration von Nutzen, denn der Einsatz mit Antigestagenen ist nur bei Progesteronkonzentration über 1,5 ng/ml sinnvoll.

## Therapie

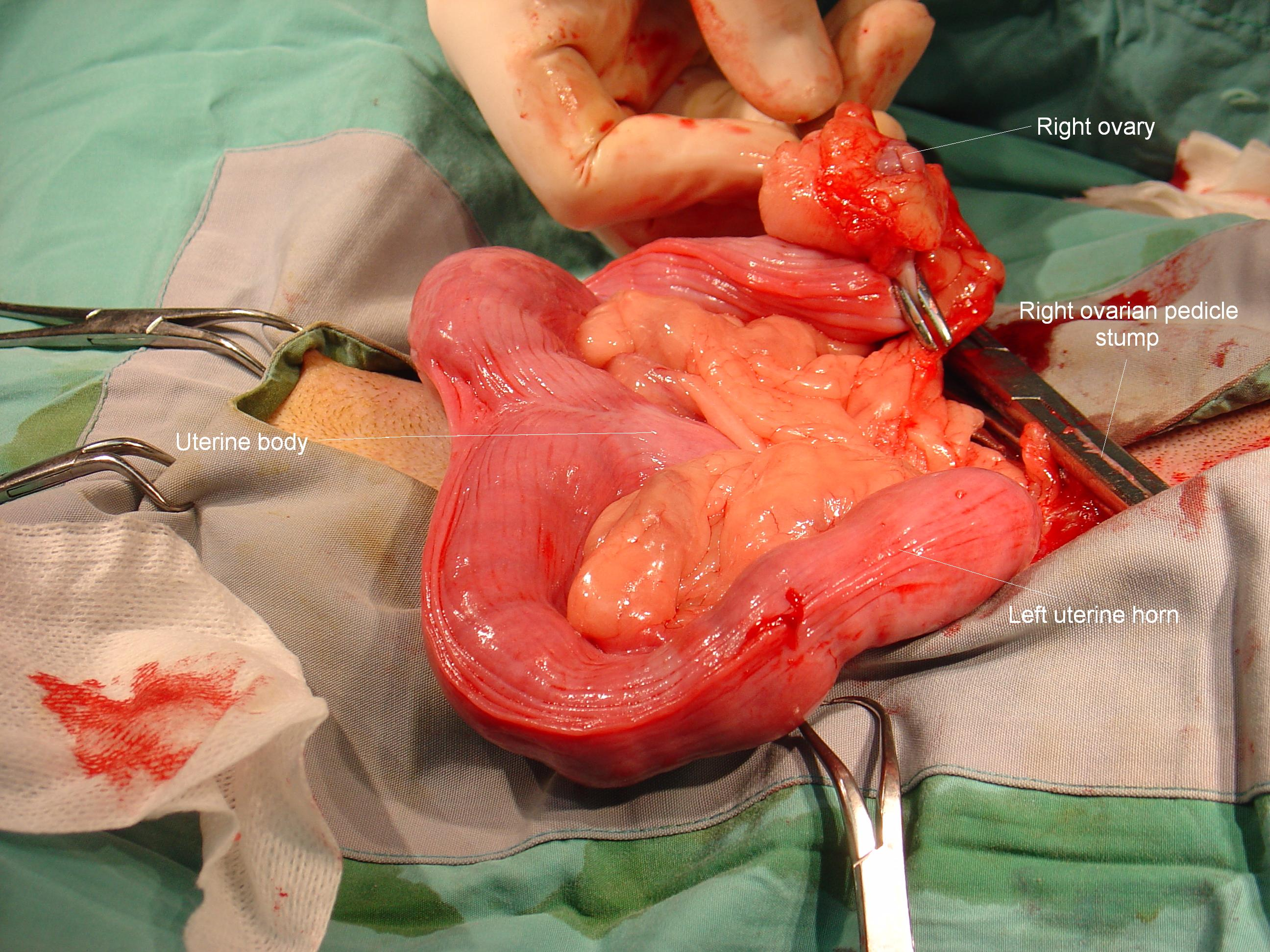
OP-Situs

Eine akute Pyometra ist ein Notfall. Durch die Aufnahme der Gifte (Toxine) der Bakterien in der Gebärmutter kommt es zur Intoxikation (Vergiftung). Meist ist eine sofortige Entfernung von Eierstöcken und Gebärmutter (Ovariohysterektomie) angezeigt. Vorteil dieser Behandlungsmethode ist die sichere Beseitigung der Ursache der Erkrankung. Nachteile sind die beim Hund bekannten Nebenerscheinungen von Kastrationen: Neigung zur Harninkontinenz, Fellveränderungen und Adipositas (Verfettung). Darüber hinaus ist, besonders für Züchter, der Verlust der Fortpflanzungsfähigkeit von Bedeutung.
Als konservative Behandlungsmethode hat sich der Einsatz des Antigestagens Aglepriston etabliert. Diese kann nur bei einer Pyometra ohne Zyklusstörungen oder Ovarerkrankungen versucht werden, bei einer Notfall-Pyometra mit Hinweis auf eine Sepsis und/oder Uterusruptur ist sie kontraindiziert. Durch das eingesetzte Medikament kommt es zur Öffnung und Selbstreinigung der Gebärmutter. Nachteil dieser Methode ist die Tatsache, dass eine Sonderform der Gebärmutterentzündung, die glandulär-zystische Endometritis, durch diese Behandlung sogar verschlimmert werden kann. Zudem wirkt Aglepriston nur im Metöstrus (Progesteronwert > 1,5 ng/ml, keine Superfizialzellen und Schollen in der Vaginalzytologie) sicher, bei vorhandenen Follikelzysten und im Anöstrus dagegen nicht. Im Anöstrus (Progesteronwert < 1,5 ng/ml) kann bei einer offenen Pyometra Prostaglandin (zweimal täglich, für mindestens eine Woche) eingesetzt werden. Die Rezidivrate liegt bei konservativer Therapie bei 25 %.
Bei beiden Behandlungsformen ist eine parallele Antibiotikagabe über einen längeren Zeitraum notwendig. Üblicherweise werden hier Antibiotika mit einem breiten Wirkungsspektrum wie Amoxicillin-Clavulansäure-Kombinationen oder Gyrasehemmer verwendet. Je nach Allgemeinbefinden des erkrankten Tieres steht vor einer Therapie die Stabilisierung des Kreislaufes, gegebenenfalls durch Infusionen und Intensivbehandlung.
Die sichere Prophylaxe einer Pyometra ist nur durch Kastration des Tieres zu erreichen. Bleibt die Hündin unkastriert, sollte man das Risiko von hormonell wirksamen Verhütungsmitteln gegenüber dem Nutzen abwägen.

## Komplikationen
Die Hauptkomplikation der Erkrankung ist in der Zerreißung des Organs in der Bauchhöhle zu sehen. Diese tritt fast zwangsläufig ein, wenn die Patientin nicht operiert wird. Sie kann jedoch auch eine Folge der Manipulation des Uterus während der Operation sein, da die Wand der Gebärmutter meist stark vorgeschädigt ist. Aus dem entstandenen Riss in der Gebärmutterwand ergießen sich Teile des kontaminierten Eiters in das Abdomen. Bei sehr starker Füllung der Gebärmutter kann Eiter auch über die Einleiter in die Bauchhöhle gelangen. Es bildet sich ein akutes Abdomen aus. Dieses bedarf schnellstmöglicher chirurgischer Behandlung, um das Leben des Tieres zu retten.
Eine weitere Komplikation ist die Schädigung des Organismus durch toxische Stoffwechselprodukte der im Eiter enthaltenen Bakterien (Endotoxine), welche vor allem Nieren- und Lebergewebe nachhaltig schädigen können.

## Andere Spezies
Obwohl Hunde mit Abstand am häufigsten an einer Pyometra erkranken, spielt sie daneben auch bei Katzen, Kaninchen und Meerschweinchen eine Rolle. Bei Menschen ist sie in der Form einer chronischen Erkrankung ebenfalls beschrieben.
Klinische Relevanz besitzt sie beim Rind nach Absterben des Embryos infolge einer Infektion mit Trichomonaden oder Arcanobacterium pyogenes, der gleichzeitig Auslöser der Holsteinischen Euterseuche des Rindes ist. Außerdem kommt die Erkrankung bei dieser Tierart als Folge von Deckinfektionen und als Erkrankung des Puerperiums (Nachgeburtsphase) vor. Bei Rindern erfolgt die Behandlung in der Regel nicht chirurgisch, sondern durch Spülungen mit desinfizierenden und antibiotisch wirksamen Medikamenten sowie der zweimaligen Verabreichung von Prostaglandin F2α im Abstand von 10 bis 14 Tagen zur Entleerung der Gebärmutter.